# Henry Grew
Henry Grew (Birmingham, 1781 – 8 agosto 1862) è stato un insegnante e scrittore inglese cristiano.
Le sue analisi della Bibbia lo portarono a conclusioni che entrarono in conflitto con le dottrine accettate da molte delle chiese maggiori del suo tempo. In particolare, rifiutò la concezione della Trinità, l'idea dell'immortalità dell'anima e la credenza in un inferno di tormento eterno come descritto in modo letterale.

## Biografia
Henry Grew nacque a Birmingham, in Inghilterra e all'età di 13 anni si trasferì con i suoi genitori negli Stati Uniti. La sua famiglia si stabilì a Boston e successivamente Grew visse a Providence, Pawtucket, Hartford e Filadelfia. Si laureò all'Università di Brown.
A 23 anni divenne diacono nella Prima Chiesa Battista di Providence e in seguito divenne pastore a Pawtucket. Nel 1810 pubblicò i suoi primi scritti sul Libro di Matteo. A 30 anni, nel 1811, dopo aver ricoperto il ruolo di pastore per quattro anni nella Prima Chiesa Battista di Hartford, il suo rapporto con la chiesa si interruppe poiché "adottò sentimenti e usanze diverse da quelli della chiesa".
Durante i successivi decenni, Grew svolse il ruolo di pastore in modo intermittente, informale o per gruppi relativamente piccoli.
All'inizio della sua carriera, Grew fu coinvolto nella Connecticut Bible Society. Negli anni '20, fu uno degli azionisti fondatori della Hartford Female Seminary e negli anni '30, c'è evidenza che un certo Henry Grew fu coinvolto sia nella 'Hartford Peace Society' che nella 'Connecticut Peace Society'. Sempre negli anni '30 Grew si unì alla New England Anti-Slavery Society.
Grew fu invitato alla World Anti-Slavery Convention, iniziata il 12 giugno 1840 a Londra. Partì a bordo della nave Roscoe il 7 maggio 1840. Altri delegati a bordo della nave, oltre a sua figlia Mary, erano James e Lucretia Mott, Emily Winslow e suo padre Isaac, Abby South ed Elizabeth Neall. Secondo Lucretia Mott, Grew leggeva e predicava la domenica e Mary Grew era "abbastanza intima" con George Bradburn. Dopo il loro arrivo, Bradburn viaggiò con i Grew in varie località, inclusa Liverpool e in particolare Birmingham, poiché Mary desiderava vedere il luogo di nascita di suo padre.
Prima e durante la convenzione, ci furono accese discussioni riguardo alla partecipazione e al posizionamento delle donne delegati e partecipanti. Grew si schierò con gli organizzatori britannici e si espresse a favore del diritto degli uomini di escludere le donne, nonostante anche sua figlia fosse stata esclusa.
Nel 1854, un dibattito pubblico simile si tenne quando Grew e Mary parteciparono alla quinta annuale National Women's Rights Convention a Filadelfia. Grew dibatté con Lucretia Mott, elogiando la supremazia e l'autorità degli uomini.
Grew predicò per tutto il resto della sua vita con un piccolo gruppo di persone che condividevano le sue convinzioni religiose. I suoi scritti furono raccolti e influenzarono successivi leader religiosi.
Morì a Filadelfia l'8 agosto 1862, dopo una malattia. Aveva 80 anni.

## Influenza
Gli scritti di Henry Grew influenzarono George Storrs e, più tardi, Charles Taze Russell. Henry Grew e George Storrs sono entrambi menzionati come studenti biblici degni di nota nel numero del 15 ottobre 2000 della rivista La Torre di Guardia, pubblicata dalla Watch Tower Bible and Tract Society of Jehovah's Witnesses.
Un elenco degli scritti religiosi di Henry Grew include: Christian Loyalty: A Sermon on Matthew XXII: 21, Designed to Illustrate the Authority of Caesar and Jesus Christ (1810), An Examination of the Divine Testimony Concerning the Character of the Son of God (1824), A Tribute to the Memory of the Apostles, and an Exhibition of the First Christian Churches (1836), The Practices of the Early Christians Considered (1838), A Review of Phelps' Argument for the Perpetuity of the Sabbath (1844), Lo stato intermedio (1849), Il sabato (1850), Un esame della testimonianza divina sulla natura e il carattere del Figlio di Dio (1855), Un appello ai pii trinitari (1857), L'espiazione (1859), Dispensazioni divine, passato, presente e futuro (1861).

## Nella cultura popolare
- La figlia di Grew, Mary, appare come un personaggio nell'opera teatrale di Ain Gordon del 2013 If She Stood , commissionata dal Painted Bride Art Center di Philadelphia .